# Hieracium naevifolium
Hieracium naevifolium es una especie de planta con flor del género Hieracium, de la familia Asteraceae, orden Asterales.

## Distribución
Hieracium naevifolium se distribuye por Suecia.

## Taxonomía
Fue descrita científicamente por Dahlst. ex Johanss.